# 3S4T

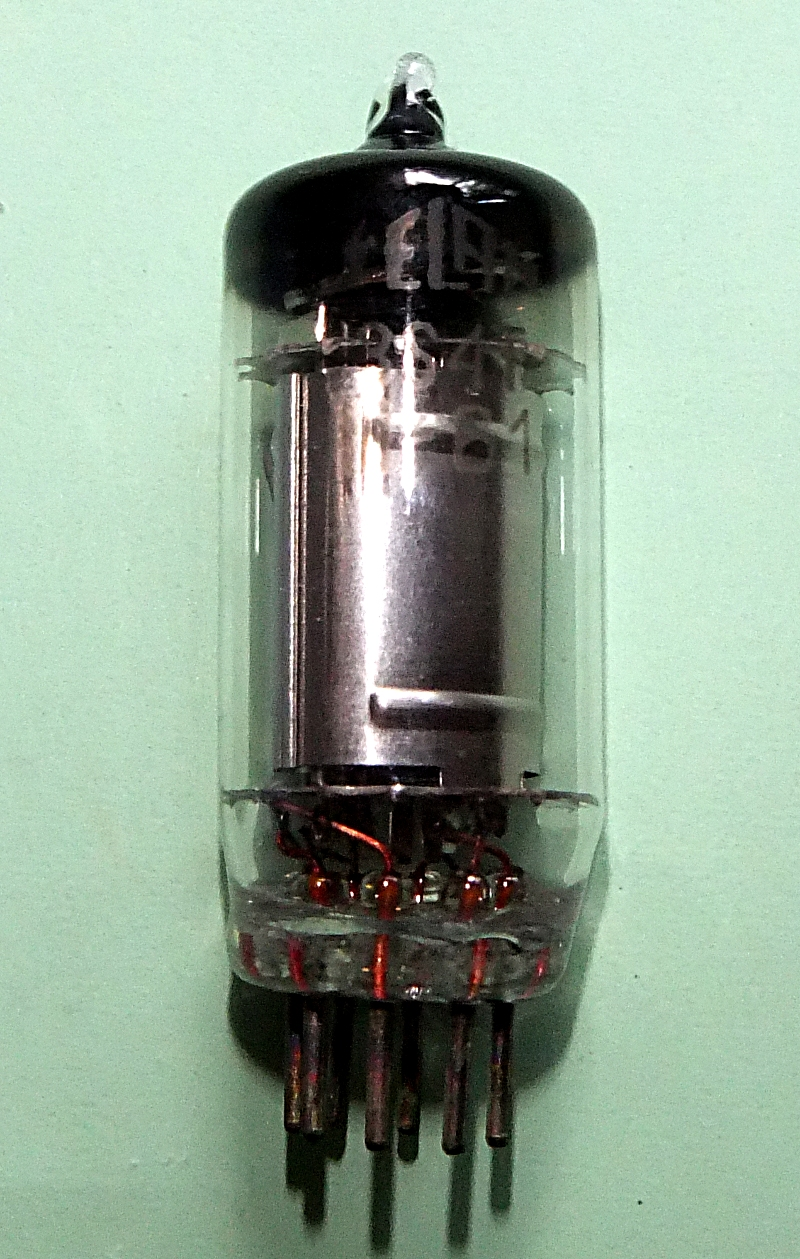
Lampa 3S4T

3S4T – miniaturowa lampa elektronowa (pentoda) o cokole heptalowym, bezpośredniego żarzenia  stosowana w radioodbiornikach zasilanych z baterii jako wzmacniacz elektroakustyczny, np. w  radioodbiornikach Szarotka, Juhas oraz Pionier (niektóre modele).  Pentoda  ta produkowana była od końca lat 40. XX w.  przez węgierski Tungsram, a  później  także w Polsce przez ZWLE (Telam). Stanowiła oszczędnościową wersję amerykańskiej 3S4 (mniejszy prąd żarzenia). Odpowiednikiem tej lampy różniącym się tylko sposobem żarzenia (wyłącznie 1,4 V) jest 1L33 produkcji firmy Tesla.

## Dane techniczne
| Parametr                        | Wartość  |
| ------------------------------- | -------- |
| napięcie anodowe                | 90 V     |
| prąd anodowy                    | 7,5 mA   |
| nachylenie charakterystyki (Sa) | 1,4 mA/V |
| rezystancja wewnętrzna ρa       | 100 kΩ   |
| napięcie siatki pierwszej       | -7 V     |
| napięcie siatki drugiej         | 67,5 V   |

| Parametr               | Wartość |
| ---------------------- | ------- |
| napięcie anodowe       | 90 V    |
| moc tracona na anodzie | 0,85 W  |

| Napięcie           | Natężenie |
| ------------------ | --------- |
| 1,4 V (równolegle) | 50 mA     |
| 2,8 V (szeregowo)  | 25 mA     |